# Pakaránafélék
A pakaránafélék (Dinomyidae) az emlősök (Mammalia) osztályába és a rágcsálók (Rodentia) rendjébe tartozó család.

## Tudnivalók
A család egyetlen élő képviselői a pakarána (Dinomys branickii).
A családnak azonban számos fosszilis, mára kihalt faja is létezett, amelyek a mai vízidisznóknál (mely a legnagyobb jelenleg élő rágcsálófaj) és pakaranáknál jóval nagyobbak voltak – jelenleg mintegy 50 különböző valaha élt fajt sorolnak a családhoz. Anatómiájukról viszonylag keveset tudunk, mivel eddig főleg izolált fogak és töredékes állkapcsok alapján írták le őket. A Dinomyidák az oligocénben jelentek meg Dél-Amerikában, de csak később, a miocén és a pliocén során mutattak kivételes változatosságot az Argentínában, Brazíliában, Uruguayban, Venezuelában, Bolíviában és Kolumbiában. Az itt előkerült maradványok változatossága arra utal, hogy a csoportnak különböző ökológiai szerepeket, ún. ökológiai fülkéket sikerült elfoglalni. Ide tartoztak a valaha élt legnagyobb testű rágcsálófajok.

## Rendszerezés
A családba az alábbi nemek tartóztak; ezekből csak egy faj maradt fent a mai napig:
- Alcsaládba nem sorolt nemek
  - †Pseudodiodomus
  - †Agnomys
- Eumegamyinae alcsalád
  - †Doellomys
  - †Gyriabrus
  - †Briaromys
  - †Tetrastylus
  - †Phoberomys (Kraglievich, 1926)
  - †Colpostemma
  - †Orthomys
  - †Eumegamys Kraglievich, 1926
  - †Pseudosigmomys
  - †Pentastylodon
  - †Eumegamysops
  - †Telicomys Kraglievich, 1926
  - †Perumys
  - †Josephoartigasia Mones, 2007
- Potamarchinae alcsalád
  - †Scleromys
  - †Olenopsis
  - †Simplimus
  - †Eusigmomys
  - †Potamarchus
- Dinomyinae alcsalád
  - Dinomys Peters, 1873 – 1 recens faj, a pakarána
  - †Telodontomys